# Windpassing (Ennsdorf)
Pour les articles homonymes, voir Windpassing.
Windpassing est une localité autrichienne du district d'Amstetten, en Basse-Autriche.

## Géographie

### Localisation
Windpassing est traversée par la Mauthausener Straße (de) (route B123) qui se rend jusqu'à Mauthausen. 

### Administration territoriale
La commune fait partie de celle d'Ennsdorf et est l'un des deux districts de la ville, avec celui d'Ennsdorf.

## Histoire
Dans les années 1950, Windpassing est encore une région agricole rurale, et l'on y trouvait deux grands châtaigniers et une chapelle sur le bord de la B123.

## Démographie
Selon l'Adressbuch von Österreich für Industrie, Handel, Gewerbe und Landwirtschaft (de) de 1938, on recensait deux agriculteurs.